# Cosne-d'Allier

Cosne-d'Allier este o comună în departamentul Allier din centrul Franței. În 1 ianuarie 2022 avea o populație de 2.013 de locuitori.